# 王丽红
王丽红（1970年11月22日—），中国女子垒球运动员。她在1996年亚特兰大夏季奥林匹克运动会中，参加了女子垒球比赛并获得团体银牌。她也参加了三届亚洲运动会。